# Pirolizin
Pirolizin (Pyl, O) se javlja u prirodi kao gentički kodirana aminokiselina koju koriste pojedine metanogeniske arheje kao i neke bakterije. On se javlja u enzimima koji učestvuju u delju njihovog metabolizma kojim se formira metan. Pirolizin je sličan lizinu, ali ima dodatni pirolinski prsten vezan na kraju lizinskog bočnog ostatka. Postoje specifična tRNK i aminoacil tRNK sintetaza za pirolizin. One formiraju deo neuobičajenog genetičkog koda tih organizama. Pirolizin se smatra dvadesetdrugom proteinogenom aminokiselinom.
Zajednički nomenklaturni komiteti IUPAC-a/IUBMB-a su zvanično preporučili oznake Pyl i O za pirolizin.

## Struktura
Na osnovu kristalografskih i MALDI maseno spektrometrijskih merenja, pirolizin se sastoji od 4-metilpirolin-5-karboksilata vezanog amidnom vezom za ϵN lizina.

## Literatura
- John F. Atkins & Ray Gesteland (2002). „The 22nd Amino Acid”. Science. 296 (5572): 1409—1410. PMID 12029118. doi:10.1126/science.1073339.
- Krzycki J (2005). „The direct genetic encoding of pyrrolysine”. Curr Opin Microbiol. 8 (6): 706—712. PMID 16256420. doi:10.1016/j.mib.2005.10.009.

## Spoljašnje veze
- Otkriće aminokiseline